# Уиллемс, Джин
Джин Уиллемс (англ. Gene Willemse; род. 13 апреля 1995 года, Джордж) — южноафриканский регбист, способный играть на любой позиции в веере (кроме 9 номера), российского клуба «Слава».

## Биография
Регби начал заниматься с 5 лет. На уровне молодежных команд выступал за «СВД Иглз», «NWU Pukke» и «Леопардов». С 2015 года дебютировал за взрослую команду «Леопардов» в первом дивизионе Карри Кап (второй по силе после Высшего). В сезоне 2016 года стал лучшим игроком дивизиона по попыткам (8) и дошел с «Леопардами» до финала, где они уступили «Гриффонам» 25:44. Сезон 2017 года пока самый удачный для Уиллемса в карьере: он был признан лучшим игроком турнира и лучшим защитником (игроком задней линии), а также показал второй результат по количеству совершенных попыток в дивизионе. «Леопарды» снова дошли до финала, но во второй раз уступили «Гриффонам» 36:60. Джин занёс одну из попыток. В 2018 году выступал за «Леопардов» и «СВД Иглс».
В 2019 перешёл в российскую команду «Стрела». Стал с ней бронзовым призёром Высшей лиги России по регби. В конце 2019 года перешёл в московскую «Славу».